# Myrmecaelurus crucifer
Myrmecaelurus crucifer là một loài côn trùng trong họ Myrmeleontidae thuộc bộ Neuroptera. Loài này được Navás miêu tả năm 1913.